# Oleh Shturbabin
Oleh Shturbabin (nom complet en ukrainien : Oleh Valeriyovych Shturbabin, Олег Валерійович Штурбабін), né le 22 juillet 1984 est un escrimeur ukrainien, spécialiste du sabre. Il mesure 1,80 m pour 72 kg.

## Biographie
Il obtient sa première récompense mondiale avec une médaille de bronze par équipe obtenue lors du 2003 de La Havane. Deux ans plus tard, il obtient le bronze de l'épreuve individuelle du sabre lors des mondiaux 2005 disputés à Leipzig. Lors de l'édition suivante, en 2006, il remporte la médaille d'argent de la compétition par équipe. 
Il détient également trois médailles lors des Championnats d'Europe : une de bronze dans la compétition par équipe lors de l'édition de 2004 à Copenhague, et deux en 2010 à Leipzig, le bronze dans l'épreuve individuelle et l'argent dans la compétition par équipe. 
Il participe en 2004 aux Jeux olympiques d'Athènes à la compétition par équipe : lors de celle-ci l'Ukraine termine à la sixième place.